# Laval-Morency
Laval-Morency település Franciaországban, Ardennes megyében. Lakosainak száma 233 fő (2022. január 1.). Laval-Morency Blombay, Le Châtelet-sur-Sormonne, Chilly, L’Échelle és Tremblois-lès-Rocroi községekkel határos.

## Népesség
A település népességének változása:
| Lakosok száma | 276  | 225  | 224  | 242  | 241  | 239  | 243  | 240  | 237  | 233  |
|               | 1968 | 1982 | 1990 | 2006 | 2013 | 2015 | 2017 | 2019 | 2020 | 2022 |